# Phrealcia brevipalpella
Phrealcia brevipalpella är en fjärilsart som beskrevs av Pierre Chrétien 1900. Phrealcia brevipalpella ingår i släktet Phrealcia och familjen Plutellidae. Inga underarter finns listade i Catalogue of Life.